# К'яссо
К'яссо (італ. Chiasso) — громада  в Швейцарії в кантоні Тічино, округ Мендрізіо. Громада включає селища Боффалора, Педрінате та Сесельо.

## Географія
Громада розташована на відстані близько 175 км на південний схід від Берна, 45 км на південь від Беллінцони.
К'яссо має площу 5,4 км², з яких на 36,4% дозволяється будівництво (житлове та будівництво доріг), 14,2% використовуються в сільськогосподарських цілях, 48,7% зайнято лісами, 0,8% не є продуктивними (річки, льодовики або гори).

## Демографія
2019 року в громаді мешкало 7759 осіб (+0,3% порівняно з 2010 роком), іноземців було 40,5%. Густота населення становила 1450 осіб/км².
За віковим діапазоном населення розподілялося таким чином: 15,9% — особи молодші 20 років, 57% — особи у віці 20—64 років, 27,1% — особи у віці 65 років та старші. Було 4051 помешкань (у середньому 1,8 особи в помешканні).
Із загальної кількості 10 995 працюючих 18 було зайнятих в первинному секторі, 1059 — в обробній промисловості, 9918 — в галузі послуг.
Історичну динаміку населення К'яссо відображає графік:

## Релігія

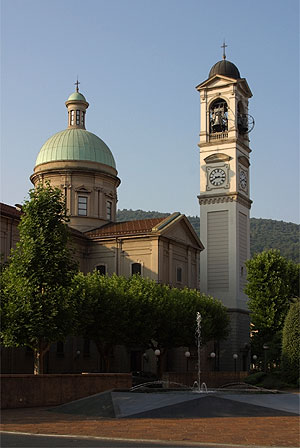
Церква святого Вітале

При переписі населення у 2000 році 6,235 або 80.8% зазначили, що є римо-католиками, 230 осіб або 3.0% — протестанти. 754 особи (9.77%) належать до іншої церкви, і 501 особа не відповіла на це запитання.

## Спорт
У швейцарській Челлендж-лізі виступає відомий футбольний клуб ФК «К'яссо».